# Academia Press
Academia Press is een Belgische wetenschappelijke en academische uitgeverij uit Gent die sinds juni 2015 deel uitmaakt van Uitgeverij Lannoo NV.
Academia Press werd in 1989 opgericht als werkmaatschappij van Wetenschappelijke Boekhandel J. Story-Scientia in Gent. Aan de basis lag een samenwerkingsverband met de Rijksuniversiteit Gent (later Universiteit Gent) voor de productie en distributie van uniform en goedkoop studiemateriaal. Ook met de graduaatsopleidingen communicatie en economie van de toenmalige HIBO-hogeschool (later Egon Hogeschool en Arteveldehogeschool) was een samenwerking uitgetekend.
In de loop van de jaren 1990 groeide Academia Press uit tot een volwaardige academische uitgeverij die niet enkel voor voornoemde instellingen maar ook buiten Gent actief was. Het fonds concentreerde zich op Nederlandstalige werken die heel specifieke thema’s belichtten uit de menswetenschappen (geschiedenis, taal- en letterkunde, politieke en sociale wetenschappen). 
Academia Press speelde een belangrijke rol bij het uitwerken van een peer reviewed label voor Nederlandstalige academische werken, de Ginkgo-reeks. Sinds 2010 volgde Academia Press de evolutie op het gebied van open access, o.a. door het (gedeeltelijk) aanbieden van oudere werken via Google Books en het project OAPEN.
Op 14 oktober 2014 legde moedermaatschappij Wetenschappelijke Boekhandel J. Story-Scientia de boeken neer. Academia Press ging nog even als zelfstandige entiteit verder. Op 24 juni 2015 maakte Uitgeverij Lannoo NV de overname van het bedrijf bekend.